# Pseudo-Klinefelter-Syndrom
Als Pseudo-Klinefelter-Syndrom bezeichnet man die fehlende oder verminderte endokrine Aktivität der Hoden mit unüblicher Ausbildung bzw. Rückbildung der primären oder auch sekundären Geschlechtsmerkmale als Folge einer Sklerose der Hodenkanälchen durch die Degeneration der Leydig-Zwischenzellen.
Die Ursache ist unbekannt, der Karyotyp von Männern mit dem Pseudo-Klinefelter-Syndrom unauffällig (46,XY).
Das Pseudo-Klinefelter-Syndrom manifestiert sich im dritten bis vierten Lebensjahrzehnt mit Verlust von Libido und Potenz sowie dem Fehlen von Spermien.
Die klinischen Symptome ähneln denen des Klinefelter-Syndroms.